# Джон Денсмор
Джон Пол Де́нсмор (англ. John Paul Densmore) (1 грудня 1944, Санта-Моніка, Каліфорнія) — американський музикант-ударник, автор пісень, колишній член рок-гурту "The Doors".

## Біографія
Джон Денсмор народився у Санта-Моніці (за іншими даними — в Лос-Анджелесі) 1 грудня 1944. Навчався у міському коледжі Санта-Моніки. У 10-річному віці навчався гри на піаніно, далі почав опановувати гру на ударній установці. У старших класах школи грав симфонічну музику, пізніше протягом трьох років виконував джаз. З 1965 по 1973 був учасником рок-групи «The Doors», до якої приєднався разом із гітаристом Роббі Крігером, з яким до цього грав у групі «The Psychodelic Rangers». Після розпаду «The Doors» у кар'єрі музиканта настав період затишшя, тривалий час він працював з Роббі Крігером — як в процесі запису ним сольних альбомів, так і в рамках групи «The Butts Band». З 1980-х, по завершенні музичної кар'єри, почав займатися танцями. 1984 року дебютував на театральній сцені, зігравши у постановці власної п'єси «Шкіра» («Skins») у нью-йоркському La Mama Theatre. У 1985 завоював театральну премію L.A. Weekly Theatre Award за музику до спектаклю «Мафусалем» («Methusalem»). У 1988 зіграв головну роль у спектаклі «Band Dreams and Bebop» у театрі Джина Динарскі, а у 1989 виконав роль у спектаклі «The King of Jazz» («Король джазу»); у 1992 разом з Адамом Антом став співпродюсером вистави «Be Bop A Lula». Джон Денсмор також брав участь у різних телевізійних шоу, а також у створенні фільмів «Get Crazy» («Стати божевільним»), «Dudes» («Піжони») (режисер Пенелопа Сфіріс) та «The Doors» (режисер Олівер Стоун) (в останньому фільмі він виконував роль технічного радника). Окрім цього Денсмор є автором автобіографії «Riders On The Storm», що свого часу мала великий попит серед читачів.

## Цікаві факти
- Джон Денсмор включений до Залу Слави рок-н-ролу як член рок-групи «The Doors».
- Згідно з книгою Рея Манзарека «Light My Fire», Джим Моррісон особисто не любив Денсмора. На думку автора, Моррісон не сприйняв  Денсмора вже після першої їх зустрічі. Загалом Денсмор у творі Манзарека майже постійно зображується у негативному світлі.
- Джон Денсмор — єдиний з ексчленів групи «The Doors», який намагався накласти вето на використання пісень гурту у комерційних цілях.
- Потерпає через на дзвін у вухах.
- Джон Денсмор є шульгою.
- Разом з групою «The Doors» нагороджений зіркою на Алеї Слави в Голлівуді.

## Особисте життя
З 1990 року одружений з акторкою Леслі Нілі (Leslie Neale), має одну дитину.

## Дискографія
- Krieger-Densmore Reggae Bonanza
- Tribaljazz (2006)